# La primavera
La primavera és un quadre del pintor renaixentista italià Sandro Botticelli. Està realitzat al tremp sobre fusta. Va ser pintat al voltant de 1482, i actualment es troba a la Galleria degli Uffizi, de Florència.
És una de les obres mestres de Sandro Botticelli. La seva mida és de 203 cm d'alt i 314 cm d'ample.

## Datació
Un inventari de 1499, que no es va descobrir fins a 1975, enumera l'obra propietat de Lorenzo di Pierfrancesco i el seu germà Giovanni, i permet afirmar que en el segle xv La Primavera estava sobre un 'letuccio' (divan) en una avantsala adjacent a les habitacions de Lorenzo di Pierfrancesco a la ciutat de Florència. Posteriorment hagué de traslladar-se a la vila dels Mèdici a Castello, on la situa Vasari l'any 1551, qui deia que representava a "Venus, adornada amb flors per les Gràcies, anuncia l'arribada de la primavera".
Quadres amb un format tan gran no eren inusuals en les residències privades de les famílies poderoses. La Primavera és, no obstant això, altament il·lustrativa de la iconografia i forma classicista, representant a déus clàssics gairebé nus i a grandària natural i amb un complex simbolisme filosòfic que requeria un profund coneixement de la literatura i sincretisme renaixentistes per a interpretar-la.

## Iconografia
És una obra impregnada de cultura humanística i neoplatònica de la cort de Lorenzo el Magnífic. Té un to de narració situada fora del temps real. Es presenta una atmosfera de meravella mitològica en la qual se celebra una espècie de ritu pagà. Trenca amb la pintura religiosa cristiana en il·lustrar un ritual pagà de primavera. La crítica no es mostra d'acord sobre la seva exacta al·legoria. Es debat sobre el seu significat i, per tant, el títol. Si d'una banda es produeix un cert acord sobre la individualizació d'algun dels nou personatges representats, hi ha discussions que han nascut al llarg dels anys, en particular a partir de la segona meitat del segle xix, sobre els referents literaris més específics i els significats que amaga l'obra.

## Interpretacions

### Tesi clàssica
La interpretació clàssica i més generalitzada és la d'Adolph Gaspary i Aby Warburg (1888). Descriu les figures de la següent manera, des de l'esquerra:
- Mercuri. El déu queda identificat pels calçats amb ales i pel caduceu usat per a separar serps i fer la pau (Botticelli ha representat les serps com dracs amb ales); amb el seu elm i la seva espasa, sembla clarament el guardià del jardí de Venus. Estira la mà per a tocar els núvols amb el seu caduceu per a dispersar la boira. Mira cap al cel, la qual cosa s'interpreta com unió amb el més enllà. Mercuri seria intermediari entre els homes i els déus, però també el déu dels comerciants. Vesteix lleugerament amb un mantell vermell cobert de flames, que cau de forma molt asimètrica, la qual cosa es considerava un tret típic de l'Antiguitat i ja era una indicació que s'estava representant una escena mítica.
- Les tres Gràcies. Servidores de Venus, ofertes a una graciosa dansa, estan representades com tres joves gairebé nues i lluint pentinats elaborats i diversos. El cabell solt només podien dur-lo les joves solteres. Les hi ha cridat Gràcies perquè d'aquesta forma, ballant en rotlle, les hi va representar en l'art grecoromà. Com altres dels personatges del quadre, les Gràcies semblen ser retrats de persones existents en l'època i conegudes del pintor: per exemple, la Gràcia de la dreta és Caterina Sforza, que Botticelli va retratar com Santa Catalina d'Alexandria (sempre de perfil), en l'equip conservat en el Museu Lindenau d'Altenburg (Alemanya). La del mig ha de ser Semiramide Appiani, dona de Lorenzo il Popolano, el qual al seu torn estaria representat com Mercuri, cap al qual mira Semiramide. La de l'esquerra seria Simonetta Vespucci, prototip de bellesa botticelliana. La hipòtesi més acreditada referent a aquestes tres joves és que la de l'esquerra, de cabells rebels, representa la Voluptuositat (Voluptas), la central, de mirada malenconiosa i d'actitud introvertida, la Castedat (Castitas), i la de la dreta, amb un collaret que sosté un elegant i preciós penjoll i un vel subtil que li cobreix els cabells, la Bellesa (Pulchritudo).
- Venus. Es troba en el centre del quadre i serveix d'eix a la composició, dona lleugerament l'esquena a la resta de figures. Entorn del seu cap s'aclareix l'arbreda, que forma una espècie d'aurèola. Està representada com una Madona, amb el cabell cobert per cofia i vel, com una dona casada. Vesteix una camisa llarga i, per damunt, vestit i mantell, que cau de forma asimètrica, com el de Mercuri. El ventre prominent era considerat graciós, i un signe d'elegància era col·locar la mà sobre una tela, per a evidenciar la seva bellesa. És el centre no només físic sinó també moral de l'obra, en els seus dos aspectes de Venus Urania i Venus Genitrix, força creadora i ordenadora de la Naturalesa, que fa néixer i créixer a tots els éssers vius.
- Cupido. Vola sobre el cap de la figura central. Es dedica a llançar dards cap a una de les Gràcies.
- Flora. És l'única del grup que mira directament a l'observador i sembla que intenta escampar les seves flors per l'exterior de l'escena. Destaca també pel seu somriure, perquè és infreqüent en la pintura renaixentista, en particular en Botticelli, les dones de la qual (i així es veu en les seves nombroses Verges amb Nen) estan sempre serioses, abstretes. La nimfa Cloris. De la seva boca surten les flors primaverals que Flora recull en el seu vestit transparent.
- Zèfir. Déu del vent benigne representat amb colors freds mentre busca l'amor de la nimfa. Bufa la dolça brisa que fa possible la primavera.
- Cloris.

### Altres interpretacions
En els segles xvii i XVIII es va anomenar "El jardí de les Hespérides", creient que el representava, podent ser les tres joves que ballen les filles del gegant Atlas, que vigila el jardí.
Altres interpretacions menys afortunades de Gombrich suggereixen una referència al Judici de Paris tret de l'Ase d'or d'Appuleu.
Una de les més fascinants relectures del quadre ha estat la de Claudia Vila, italianista contemporània. Aquesta autora ha considerat que les flors, segons una tradició que té el seu origen en Duns Scoto, constituïxen l'ornament del discurs i identifica al personatge central com la Filologia, pel que l'escena es referiria a les Noces de Mercuri i la Filologia rebutjant també la identitat dels personatges que estan a la dreta del quadre.
Així, la figura de la vesta florida ha de veure's com la Retòrica, la figura que sembla entrar impetuosamente en l'escena com Flora generadora de poesia i del parlar bell mentre que el personatge alat, que sembla empènyer més que atreure cap a ell a la jove, seria un geni inspirador. En aquest context interpretatiu sembla difícil justificar els colors freds amb els quals està representat el personatge, tret que l'autor no volgués confiar a aquesta elecció la materialització i el caràcter espiritual de la inspiració poètica. Pot resultar en el seu lloc més comprensible el desinterès per l'escena que sembla mostrar Mercuri, déu dels Mercaders.
Altres interpretacions identifiquen la figura de la roba florida com Florentia, nom clàssic de la ciutat de Florència. En aquest cas, també les altres figures serien ciutats com: Mercuri (Milà); Cupido (Roma); les tres Gràcies (Pisa, Nàpols i Gènova); la nimfa Cloris (Màntua); Venus (Venècia) i Zèfir (Bolzano). Si per tant Florència fora realment Venus, el personatge de la roba florejada seria llavors Maig i representaria a Màntua. En aquesta línia estaria Enrico Guidoni.
Deixant de banda les suposicions, queda la impressió de la naturalesa profundament humanística de la pintura, un reflex de les influències culturals contemporànies i una expressió de molts textos de l'època.

## Anàlisi de l'obra
Giulio Carlo Argan posa en evidència com aquesta taula es posa en contrast amb tot el desenvolupament del pensament artístic del segle xv a través de la perspectiva. Identifica l'art amb la interpretació racional de la realitat, que culmina amb la grandiosa construcció teòrica de Piero della Francesca.
Botticelli opta aquí per un format monumental, amb figures de grandària natural, i ho compagina amb una gran atenció al detall. Això pot veure's en les diverses peces d'orfebrería, representades minuciosament, com el casc i l'empunyadura de l'espasa de Mercuri o les cadenes i els fermalls de les Gràcies.
S'han fet estudis interessants sobre les relacions dimensionales de les parts de l'escena en referència a regles musicals.
Mentre algunes de les figures estaven inspirades per escultures antigues, aquestes no eren còpies directes sinó adaptades al llenguatge formal propi de Botticelli: figures d'elevada alçària, primes, lleugerament allargades, molt idealitzades, els cossos de les quals de vegades semblen artificiosamente estirats i presagien l'estil elegant i cortès del manierisme del segle xvi. Com font iconogràfica per a la representació de Les Tres Gràcies, Botticelli sembla recórrer a la Porta del Paradís realitzada per Lorenzo Ghiberti en el Baptisteri de Florència, en particular el grup de serfs en el relleu d'Esaú i Jacob.
Les figures destaquen contra el fons per la claredat de la seva pell i les seves vestidures, de colors clars i fins i tot transparents.
La composició participa del fons arbrat, amb un bosc ordenat i vertical per a servir de fons, gairebé pla i sever, a la dansa i al rotlle. Els personatges se situen en un paisatge de tarongers, arbres tradicionalment relacionats amb la família Mèdici. No obstant això, hi ha qui apunta que són en realitat mandarines, el nom clàssic de les quals, medica dolenta, al·ludiria als Mèdici. Darrere de Venus hi ha una murtra, planta tradicionalment sagrada per a ella. Mentre, la part dreta està feta d'arbres doblegats pel vent o per la força creadora, en concret llorers, que seria una al·lusió al nuvi, Lorenzo, en llatí Laurentius.
Al terra hi ha una capa d'herba molt fosca en la qual hi ha flors típicament toscanes que apareixen en el mes de maig. Són també reconeixibles les de Flora: en el cap duu violetes, blauet i una branqueta de maduixes silvestres; entorn del seu coll, una corona de murtra; en el mantell duu roses; finalment, va escampant nomoblidis, jacints, iris, semprevives, clavellines i anemones.